# 간바이촌
간바이촌(神拝村)은 에히메현 니이군에 설치된 촌이다. 